# Lactarius hysginoides
Lactarius hysginoides är en svampart som beskrevs av Korhonen & T. Ulvinen 1985. Lactarius hysginoides ingår i släktet riskor och familjen kremlor och riskor.  Arten är reproducerande i Sverige. Inga underarter finns listade i Catalogue of Life.

## Bildgalleri